# Chrysotypus tessellata
Chrysotypus tessellata är en fjärilsart som beskrevs av W. Warren 1908. Chrysotypus tessellata ingår i släktet Chrysotypus och familjen Thyrididae. Inga underarter finns listade i Catalogue of Life.